# Peltogyne venosa
Peltogyne venosa ist ein Baum in der Familie der Hülsenfrüchtler in der Unterfamilie der Johannisbrotgewächse. Er kommt im mittleren bis nördlichen Südamerika vor.

## Beschreibung
Peltogyne venosa wächst als Baum bis 10–35 Meter hoch, er soll aber noch einiges höher werden. Der Stammdurchmesser erreicht 45–90 Zentimeter oder mehr. Die relative glatte, leicht schuppige Borke ist bräunlich. Es werden kleinere Brettwurzeln gebildet. Der Baum führt ein aromatisches Harz.
Die wechselständigen, langstieligen Laubblätter sind zweizählig. Der Blattstiel ist bis 12,5 Zentimeter lang. Die leicht ledrigen, kahlen und ganzrandigen, kurz gestielten Blättchen sind etwa 6–15 Zentimeter lang sowie spitz bis zugespitzt. Sie sind drüsig-punktiert und eiförmig bis verkehrt-eiförmig. Die abgerundete bis stumpfe Basis ist öfters ungleich. Die kleinen Nebenblätter sind abfallend.
Es werden endständige und rostig behaarte Rispen gebildet. Die weißen, gelb-weißen oder rosafarbenen Blüten sind gestielt mit doppelter Blütenhülle. Es sind 4 behaarte Kelchblätter und 5 Kronblätter vorhanden. Die 10 Staubblätter sind frei. Der gestielte, fast kahle bis behaarte Fruchtknoten ist mittelständig im becherförmigen Blütenbecher.
Es werden ledrige, braune und etwa schräg-rundliche, nicht öffnende und netzig geaderte, bespitzte sowie einseitig kurz geflügelte Hülsenfrüchte gebildet. Sie sind einsamig, kahl und 2,5–4 Zentimeter groß. Der abgeflachte Samen mit minimalem Arillus ist 10–15 Millimeter groß.

## Taxonomie
Die Erstbeschreibung des Basionyms Hymenaea venosa erfolgte 1798 durch Martin Vahl in Eclogae Americanae Band 2, Seite 31. Die Umteilung in die Gattung Peltogyne zu Peltogyne venosa erfolgte 1870 durch George Bentham in C. F. P. von Martius & auct. suc. (eds.), Flora Brasiliensis Band 15(2), Seite 233.
Weitere Synonyme  von Peltogyne venosa (Vahl) Benth. sind Hymenaea confertifolia Mart. ex Hayne und Peltogyne confertiflora (Mart. ex Hayne) Benth.
Man unterscheidet zwei Subspezies:
- Peltogyne venosa subsp. venosa  mit größerem Habitus, fast kahlem Fruchtknoten und größeren Blättern
- Peltogyne venosa subsp. densiflora (Spruce ex Benth.) M.F.Silva gedeiht eher in sumpfigen Gebieten und ist von kleinerem Habitus mit behaartem Fruchtknoten sowie kleineren Blättern.

## Verwendung
Das violette Holz ist bekannt als Amaranth, Violettholz oder Purpleheart.